# Alexander Solomonowitsch Kompanejez
Alexander Solomonowitsch Kompanejez (russisch Александр Соломонович Компанеец, englische Transkription Aleksander Solomonovich Kompaneyets, auch Kompaneets, Aleksandr Kompaneec; * 7. Januar 1914 in Jekaterinoslaw; † 19. August 1974 in Palanga, Litauische SSR) war ein sowjetischer theoretischer Physiker. Er lebte hauptsächlich in Moskau.

## Leben
Kompanejez war in den 1930er Jahren ein Schüler von Lew Landau in Charkiw, bei dem er sich mit Festkörperphysik (elektrische Leitfähigkeit in Metallen und Halbleitern) befasste. 1936 wurde er promoviert (Kandidatentitel) und 1939 habilitiert (russischer Doktortitel). Er war Professor am Institut für Chemische Physik der Akademie der Wissenschaften in Moskau (an dem er von 1946 bis zu seinem Lebensende tätig war) und ist vor allem für sein einführendes Lehrbuch der Theoretischen Physik bekannt. Er beschäftigte sich auch mit der Physik der Detonation, worüber er ein Buch mit Seldowitsch (Zeldovich) schrieb, und allgemein von Gasen bei hohen Temperaturen.
1956 veröffentlichte er eine Arbeit über die Bewegung geladener Teilchen (Elektronen) in intensiven Strahlungsfeldern (Fokker-Planck-Gleichung mit inverser Compton-Streuung (Comptonisierung), Kompaneets Gleichung), die aus geheimen Arbeiten im sowjetischen Kernwaffenprogramm entstanden war und in den 1960er Jahren wichtig wurde in Arbeiten von Seldowitsch und Sunjajew (Sunyaev) über die Kopplung von Strahlung und Materie im frühen Universum (siehe auch Sunjajew-Seldowitsch-Effekt). Im Kernwaffenprogramm arbeitete er unter anderem mit dem mit ihm befreundeten Seldowitsch zusammen seit den 1940er Jahren (am Institut für Chemische Physik), auch an der theoretischen Überprüfung (ab 1948) der frühen Vorschlägen (1946) von Seldowitsch, I. I. Gurevich, Pomerantschuk und Chariton zur Wasserstoffbombe. Kompanejez befasste sich mit vielen Gebieten der theoretischen Physik, von der chemischen Kinetik bis zur Biophysik.
Seine Grabstätte befindet sich auf dem Donskoi-Friedhof in Moskau.

## Veröffentlichungen
- Kompaneyets: Theoretical Physics, Dover 1962
- Kompaneec: Theoretische Physik, Akademische Verlagsgesellschaft Geest und Portig 1969
- Kompaneec: Was ist Quantenmechanik ?, Akademische Verlagsgesellschaft, Leipzig 1967 und Harri Deutsch, Frankfurt am Main 1967
- Kompaneec: Statistische Gesetze in der Physik, Leipzig, Teubner 1972
- Kompaneets, Zeldovich: Theory of Detonation, Moskau 1955, Academic Press 1960